# Lili Rademakers
Alma Angenita Elizabeth (Lili) Rademakers-Veenman (Utrecht, 8 februari 1930 – Rome, 24 mei 2025) was een Nederlands filmregisseuse.

## Loopbaan
Lili Veenman was de dochter van huisarts Ad Veenman en journaliste Sylvia Brandts Buys. Ze begon als tekenaar bij de studio’s van Marten Toonder en volgde in de jaren vijftig een beroepsopleiding voor cineast aan het Institut des hautes études cinématographiques in Parijs en het Centro sperimentale di cinematografia in Rome. Ze was de eerste Nederlandse vrouw die afstudeerde aan een filmacademie. In 1959 was ze assistente van regisseur Federico Fellini bij de opnames van de film La dolce vita. In Italië ontmoette ze in 1955 Fons Rademakers, met wie ze in 1960 in Amsterdam in het huwelijk trad.
Lili Rademakers-Veenman was voornamelijk actief als assistente van haar echtgenoot. Ze was onder meer betrokken bij de films Als twee druppels water (1963), Mira (1971), Max Havelaar (1976) en De aanslag (1986). Ze assisteerde Frans Weisz bij het filmen van Het gangstermeisje (1966) en Hugo Claus bij de film Vrijdag (1981).
Ze maakte zelf ook twee films. In 1982 debuteerde ze als regisseuse met de Belgisch-Nederlandse coproductie Menuet, naar een novelle van schrijver Louis Paul Boon. Hierin verwerkte ze haar ervaring met de verhouding die zij op vijftienjarige leeftijd had met G.B.J. Hiltermann, de geliefde van haar moeder.  Het filmscenario is van Rademakers zelf en Hugo Claus. Haar tweede en laatste film verscheen in 1987. Dagboek van een oude dwaas was gebaseerd op de roman Chijin no Ai (De liefde van een dwaas) uit 1924 van de Japanse schrijver Junichiro Tanizaki.
Nadat Fons Rademakers in 1989 zijn laatste film The Rose Garden afrondde, woonde het echtpaar afwisselend in Frankrijk en Italië. Na het overlijden van haar echtgenoot in 2007 bleef Lili Rademakers in Collevecchio, Italië wonen, dichtbij het graf van haar man. Ze overleed op 24 mei 2025 in een ziekenhuis in Rome op 95-jarige leeftijd.

## Alma's dochters
Het boek Alma's dochters van Jutta Chorus gaat over de levens van Lili Rademakers, haar moeder Sylvia Brandts Buys (1907–1994), haar tante Elly Brandts Buys (1913–1985), haar oma Elly Berkhout (1882–1943) en haar overoma Alma Bimmermann (1853–1948), en is gebaseerd op documenten en brieven die Chorus vond in een koffer in het huis van Rademakers.